# Aridarum caulescens
Aridarum caulescens är en kallaväxtart som beskrevs av Mitsuru Hotta. Aridarum caulescens ingår i släktet Aridarum och familjen kallaväxter. Inga underarter finns listade.